# Entimus imperialis
Espèce
Entimus imperialis est une espèce d'insectes de la famille des Curculionidae.

## Répartition
Cette espèce vit en Amérique du Sud, en Amazonie.

## Taxinomie
L'espèce fut décrite sous le protonyme de Curculio imperialis par Johann Reinhold Forster en 1771 dans Novae Species Insectorum. Centuria I.